# Martti Karvonen
Martti Juhani Karvonen (Nurmes, 24 giugno 1918 – 10 marzo 2009) è stato un medico, fisiologo ed epidemiologo finlandese, noto per i suoi studi sull'epidemiologia delle malattie cardiovascolari, sul rapporto tra queste ultime e i regimi dietetici (tra cui la dieta mediterranea), e sulla medicina dello sport (porta il suo nome la cosiddetta formula di Karvonen).
Collaboratore di Ancel Keys nel Seven Countries Study, stabilì un lungo sodalizio intellettuale con lo studioso americano, insieme al quale coltivò un forte legame con l'Italia: entrambi, infatti, scelsero di trascorrere lunghi periodi dell'anno nel comune di Pollica, in località Minnelea, nella frazione Pioppi.

## Biografia

### Studi e carriera accademica
Dopo il Master Degree, ottenuto all'Università di Helsinki nel 1945, proseguì gli studi dottorali all'Università di Cambridge, dove conseguì il grado di Doctor of Philosophy nel 1950. In quello stesso anno andò a dirigere il Dipartimento di fisiologia dell'Istituto di Sicurezza sul lavoro di Helsinki (Työterveyslaitos), incarico che tenne fino al 1970, quando fu chiamato a ricoprire la carica di direttore generale dell'intero Istituto, posizione da lui rivestita fino al 1974.
Dal 1956 al 1966 si occupò anche di medicina aerospaziale, in qualità di dirigente del servizio medico dell'Aeronautica militare finlandese. Dal 1974 al 1978 fu dirigente del servizio medico delle Forze armate finlandesi.
Dopo il pensionamento, è stato visiting professor all'Università di Dortmund e consulente dell'Organizzazione Mondiale della Sanità in materia di patologie cardiovascolari.

### Ricerca
Karvonen iniziò la sua attività di ricercatore subito dopo il Master degree, lavorando nel reparto di fisiologia dell'Università di Helsinki, occupandosi dapprima di medicina dello sport e medicina del lavoro. Fu tra i primi studiosi a esaminare i rapporti esistenti tra alcune patologie croniche, le abitudini alimentari e la pratica dell'esercizio fisico. Questi suoi interessi lo portarono presto in contatto con il fisiologo americano Ancel Keys. Karvonen convinse Ancel Keys che la Finlandia, a metà del XX secolo, era un paese chiave per lo studio di alcuni problemi cruciali delle patologie cardiovascolari: l'influsso delle differenze culturali sull'incidenza epidemiologica dell'infarto e il ruolo giocato nell'aterosclerosi dai diversi regimi alimentari. Ne nacque un primo studio esplorativo, pubblicato su The Lancet insieme ad Ancel Keys e Flaminio Fidanza, con cui si rilevarono concentrazioni plasmatiche  di colesterolo molto più alte nelle regioni finlandesi orientali rispetto a quelle occidentali.
Da questo primo studio nacque una collaborazione organica al famoso piano di ricerca noto come "Seven Countries Study", iniziato e coordinato da Keys negli anni cinquanta del Novecento. L'indagine scientifica era incentrata sullo studio dei rapporti tra i diversi regimi alimentari dei paesi studiati e la salute cardiovascolare delle rispettive popolazioni, che portò alla definizione del paradigma della cosiddetta dieta mediterranea
Nel 1959, con Osmo Turpeinen e Paavo Roine, fu responsabile di uno studio, durato dodici anni, sugli effetti preventivi sui disturbi coronarici derivanti da una modificazione del regime alimentare dei grassi, condotto sui pazienti di due ospedali psichiatrici finlandesi.
Negli anni '70, Karvonen ebbe un ruolo chiave come primo promotore dell'iniziativa di ricerca nota come North Karelia Project: iniziato nel 1972, il progetto si è occupato di studiare, in maniera completa, a fini della loro prevenzione, i fattori di rischio cardiovascolare correlati alle abitudini fisiologiche dell'area della Carelia settentrionale (della quale era originario), nella regione dei laghi.

#### Formula di Karvonen
Porta il suo nome il procedimento empirico noto come formula di Karvonen (anche FCris o metodo di Karvonen), utilizzato per ottenere i parametri fisiologici delle pulsazioni cardiache sotto sforzo aerobico in funzione dell'età dello sportivo.

### Vita privata
Trascorse gran parte della sua vita da pensionato in Italia meridionale, sulla costa del Cilento, nella frazione Pioppi del comune di Pollica, dove, già dagli anni del Seven Countries Study aveva stabilito la propria residenza estiva con sua moglie Annikki. La sua abitazione, in località Minnelea, era il frutto di una scelta condivisa con il collega Ancel Keys e con altri partecipanti del Seven Country Studies, tra cui il professor Flaminio Fidanza, dell'Università di Perugia, il professor Alberto Fidanza, dell'Università di Roma, e il prof. Jeremiah Stamler, dell'Università di Chicago.